# Earth 2140
Earth 2140 è un videogioco di strategia in tempo reale ambientato durante un'immaginaria guerra in un ipotetico futuro, sviluppato da TopWare Interactive e distribuito nell'anno 1997 per MS-DOS e Windows 95. Nel 2001 uscì anche per Amiga e Mac OS.
Ci sono state anche due espansioni, Earth 2140 Mission Pack 1 e Earth 2140 Mission Pack 2, incluse poi nella versione Earth 2140 Trilogy dell'anno 2006 (per Windows XP).
Questo titolo ha iniziato la serie Earth 2100 e ha avuto come seguito Earth 2150: Escape from the Blue Planet distribuito nell'anno 1999 e realizzato anch'esso dalla stessa casa di sviluppo.

## Trama
Anno 2140. A causa della violenza delle guerre precedenti, gran parte della Terra è diventata una landa colpita da radiazioni nucleari, e i sopravvissuti vivono in città sotterranee. Nel mondo emerso rimangono due fazioni, la Dinastia Euroasiatica e gli Stati Uniti Civilizzati, vivono in uno stato di tensioni sempre crescenti in quanto si contendono le risorse ormai scarse del pianeta. La rivalità diventa una guerra su vasta scala dopo un raid degli SUC contro la DE, i quali perdono il controllo del Messico e subiscono i contrattacchi su Scandinavia, Gran Bretagna, Francia e penisola iberica.

## Modalità di gioco
Mappa, strutture e unità sono rappresentate con visuale isometrica dall'alto.
Ci sono 2 campagne per un totale di circa 50 missioni (con alcune in sequenza scegliendo uno dei continenti), con filmati di intermezzo per il gioco in singolo, relative alle fazioni: "Stati Uniti Civilizzati (UCS)" e "Dinastia Euroasiatica (ED)".
Inoltre si ha la possibilità del gioco in gruppo per due su LAN o con modem.